# Marianne Tedenstad
Gerd Marianne Tedenstad Wagemyr, född Tedenstad 15 maj 1950, är en svensk regissör, teaterproducent och projektledare.

## Biografi
1983 startade hon tillsammans med sin man Nicke Wagemyr Apolloteatern AB i Täby, som under en tioårsperiod 1987 - 1997 hade en egen scen där de satte upp allt från drama till thriller, komedier, barnteater och revy. 1992 mottog de Täby kommuns kulturpris för sina insatser inom teatern. Förutom på den egna scenen har Apolloteatern bland annat satt upp revyer och musikprogram som har spelats på Komediteatern och Nalen i Stockholm, på Laholms teater och på turné. Parallellt med Apolloteaterns produktioner har Marianne Tedenstad Wagemyr regisserat musikal, teater och revy för andra uppdragsgivare. Från 2006 fram till pensionen 2015 frilansade hon som producent och regissör inom teater, skivbolag och film. På 70-årsdagen den 15 maj 2020 gav Marianne ut sin självbiografi Född Rödhårig på Megillaförlaget. Hon är bosatt i Roslagen och på Gran Canaria.
Hon är dotter till fabrikören Sigurd Tedenstad och Vivian, ogift Lundin.

## Teater

### Regi (ej komplett)
| År   | Produktion       | Upphovsmän   | Teater        |
| ---- | ---------------- | ------------ | ------------- |
| 1991 | Tribadernas natt | P.O. Enquist | Apolloteatern |